# Râul Mihodra
Râul Mihodra (în ucraineană Михидра/Мoхидра, transliterat: Mîhîdra/Mihîdra) este un afluent râului Siretul Mare.